# Cortes de Pallás
Cortes de Pallás è un comune spagnolo di 839 abitanti situato nella comunità autonoma Valenciana.